# Anderstorp
Anderstorp ist ein Ort (tätort) in der schwedischen Provinz Jönköpings län und der historischen Provinz Småland. Der Ort ist vor allem durch den Scandinavian Raceway bekannt, der südwestlich von Anderstorp liegt.

## Verkehr
Anderstorp hatte von 1901 bis 1990 einen Bahnhof an der Bahnstrecke Reftele–Gislaved.